# Фарримонд, Сид
Сид Фарримонд (англ. Syd Farrimond; 17 июля 1940 — 8 мая 2022) — английский футболист, играл на позиции левого защитника.

## Биография

### Игровая карьера
Фарримонд дебютировал в Первом дивизионе за «Болтон Уондерерс» 4 октября 1958 года в матче с «Престон Норт Энд»; том матч закончился со счётом 0:0. Молодой защитник назывался преемником Томми Бэнкса на позиции левого защитника. После ухода из команды Бэнкса Фарримонд закрепился в основном составе «Болтон Уондерерс». Он продолжал играть за эту команду и после вылета во Второй дивизион. Всего за «Болтон» сыграл боле 400 матчей и забил 1 гол. 
В 1970 году перешёл в «Транмир Роверс», в котором отыграл четыре сезона, сыграв за этот клуб почти 150 игр. Завершил карьеру в клубе «Галифакс Таун», в котором играл непродолжительное время.

### Смерть
Скончался 8 мая 2022 года в возрасте 81 года.